# Anorexia athletica
Anorexia athletica ist die Bezeichnung für eine Störung des Essverhaltens bei Sportlern, die definiert wird als die bewusste Verringerung des Körpergewichts bis zum Untergewicht. Bei der Exercise-Bulimie handelt es sich um die Sonderform der Bulimie bei Sportlern zur Gewichtsreduzierung. Um eine klassifizierte Essstörung im klinischen Sinne handelt es sich bei beiden nicht; weder die „Anorexia athletica“ noch die „Exercise-Bulimie“ sind im ICD-10 gelistet.
Die Gewichtsreduktion kann sowohl durch strikte Diät wie auch durch exzessives Trainieren erfolgen. Werden diese über längere Zeit und übermäßig angewandt, können sie sich verselbständigen und zur Ausbildung einer psychogenen Essstörung führen.
Fachliche Untersuchungen und Umfragen haben ergeben, dass manche Sportarten ein gestörtes Essverhalten zu fördern scheinen bzw. dass Personen mit Hang zu bestimmten Persönlichkeitsmerkmalen, die auch Grund für eine Erkrankung an einer Essstörung sein können, diese Sportarten besonders häufig ausüben. Zu diesen Sportarten gehören vor allem
- ästhetische Sportarten wie Ballett, Tanzen, Eiskunstlauf, Synchronschwimmen, Kunstturnen oder rhythmische Sportgymnastik
- Ausdauersportarten
- Gewichtsklasse-Sportarten

Weiterhin ist festzustellen, dass vor allem Athletinnen betroffen sind. Dennoch ist auch bei Männern eine höhere „Erkrankungsrate“ festzustellen als bei einer vergleichbaren Gruppe der Normalbevölkerung im selben Alter. Auch durch eine Anorexia athletica entstehen, je nach Schwere und Art der Gewichtsreduktion, die üblichen Folgen einer Essstörung für den Körper. Die Grenze zwischen dem Vorteil der geringeren Masse und dem Nachteil der zu schwachen Muskeln, größerer Verletzungsanfälligkeit und anderen Folgen kann sehr nah beieinander liegen. Ebenso ist die Gefahr des Abgleitens in eine Anorexia nervosa ständig gegenwärtig, wenn sich die Gewichtsreduzierung verselbständigt.

## Bereich der ästhetischen Sportarten
Zu den ästhetischen Sportarten werden z. B. Eiskunstlauf, Turnen, Rhythmische Sportgymnastik, Synchronschwimmen, Turmspringen oder auch Tanz gezählt. Kampfrichter bewerten den technischen und künstlerischen Wert der Übungen. Bei der künstlerischen Note wird auch der Gesamteindruck bewertet in den die Erscheinung der Sportler einfließt. Dabei ist das westliche Idealbild eines schlanken Körpers ein wichtiges Kriterium für den Erfolg. Mit einem niedrigen Körpergewicht fällt es leichter, höher abzuspringen, man kann schneller drehen oder in Paardisziplinen leichter gehoben werden.
In der Rhythmischen Sportgymnastik (RG) sind nach einer Umfrage zahlreiche Athletinnen mit starkem Untergewicht zu finden: 60 % der Antwortenden haben einen BMI von weniger als 17,5. Von den Athletinnen wird technisches Können und eine außergewöhnliche Beweglichkeit und Überdehnbarkeit von Gelenken, Muskeln und Bändern (Hypermobilität) verlangt. Eine geringe Körpermasse erleichtert eine große Beweglichkeit. Somit kann durch geringes Gewicht ein technischer Vorteil erreicht werden.

## Ausdauersportarten
Typische Ausdauersportarten sind Langstreckenlauf, Biathlon, Skilanglauf oder Radrennen. Aber auch Schwimmen über längere Strecken oder als Kombination mehrerer Einzeldisziplinen der Triathlon gehören in diese Kategorie.
Bei diesen Sportarten führt ein geringes Gewicht oft zu besseren Leistungen. Indirekt wird auch die maximale Ausdauerleistungsfähigkeit durch geringere Körpermasse verbessert. Dennoch muss genau auf die Grenze zwischen optimalem und zu geringem Gewicht geachtet werden, denn ein zu geringes Gewicht führt zu einer Abnahme an Muskelmasse und somit zu einer Abnahme von arbeitender Muskulatur, die zur Energiebereitstellung benötigt wird.
Kohlenhydratvorräte (Glykogen) erschöpfen sich allmählich jenseits der 90-Minuten-Grenze, so dass mit zunehmender Dauer der geforderten Leistung mehr und mehr Fette als Energieträger eine Rolle spielen. Nach mehr als sechs Stunden werden zusätzlich Proteine vom Körper zur Energiegewinnung genutzt.
Durch die gleichzeitige Ausschüttung von Endorphinen während des Wettkampfs haben diese Sportler nach Beendigung des Wettkampfs ein so genanntes Runner’s High, das dem Körper vorspielt, keine Nahrung zu benötigen. Sportler, die diesem Gefühl nachgeben, sind besonders gefährdet für eine Essstörung (vgl. Sportsucht).

### Skilanglauf
In internationalen Wettkämpfen des Skilanglaufs besteht eine Rennstrecke zu ca. 60–70 % aus Steigungen. Hier bringt ein geringes Körpergewicht den Läufern Vorteile: das Gewicht des eigenen Körpers muss die Höhenunterschiede möglichst schnell überwinden, was ein leichterer Körper schneller schafft.
Bei einer Untersuchung von 100 deutschen Athletinnen aus den A/B/C Kadern des DSV zwischen 1990 und 1995 hatten 14 % einen BMI von < 19 und 2 % sogar einen BMI von < 17. Von diesen Athletinnen waren 56,5 % zwischen 16 und 17 Jahre alt, 25,3 % hatten eine sekundäre Amenorrhoe.
Eine weitere Untersuchung von zehn Skilangläuferinnen der deutschen Nationalmannschaft (1989–1991) zeigte, dass auch hier ein durchschnittlicher BMI im Untergewicht zu finden war. Zwei Athletinnen waren ihrem BMI zufolge im starken Untergewicht anzusiedeln, und nachdem eine Regelpause vorlag, liegt die Vermutung nahe, dass die Athletinnen zur Zeit der Untersuchung unter einer Essstörung litten.

### Berglauf
Beim Berglauf ist nicht nur die Strecke bedeutend, es ist zusätzlich ein Höhenunterschied von meist mehr als 1000 Höhenmetern zu überwinden. Beim Berglauf entsteht eine ganz spezielle Belastung für den Körper. Man läuft eine Stunde mit maximaler Pulsbelastung, einen Großteil davon mit übersäuerten Beinen. Dafür braucht es eine spezielle Muskulatur. Außerdem hilft es, wenn man leicht ist.

## Gewichtslimitierte Sportarten
Als Gewichtsklassesportarten werden all jene Sportarten gewertet, bei denen das Gewicht einen Ausschlag über Sieg oder Niederlage geben kann. Klassiker darunter sind die Kampfsportarten wie Ringen, Boxen oder Judo, aber auch Gewichtheben und Leichtgewicht (Rudern). Hier besteht für die Sportler der Anreiz, durch Hungern eine niedrigere Gewichtsklasse zu erreichen, um gegen vermeintlich schwächere Gegner antreten zu können.
Beim Pferderennsport legen Handicapper das Generalausgleichsgewicht für jedes Pferd fest. Damit wird das Gewicht (Handicap), das ein Pferd während eines bestimmten Rennens tragen muss, berechnet. Der Reiter darf also zusammen mit dem Sattelzeug ein bestimmtes Gewicht nicht unterschreiten. Es ist jedoch von Vorteil dieses Gewicht auch nicht zu überschreiten, weswegen die Jockeys unter 55 kg wiegen müssen.

### Rudern
Beim Rudern muss unterschieden werden zwischen den Ruderern und den Steuerleuten. Während es bei Leichtgewichtsruderern ein Maximalgewicht gibt, das nicht überschritten werden darf, gibt es bei den Steuerleuten zusätzlich ein Mindestgewicht. Dies wird jedoch in der Wettkampfpraxis schon als Sollgewicht umgesetzt, denn jedes überflüssige Kilo bringt einer Mannschaft Nachteile in der Zeit, da der Steuermann selbst nicht rudert. Dennoch wurde dieses Mindestgewicht eigentlich zum Schutz der Steuerleute eingeführt. Wiegetermin ist meist ein bis zwei Stunden vor Wettkampfbeginn. Oft liegt das Gewicht der Steuerleute jedoch nochmals 1–2 kg unter dem Mindestgewicht. Dieses wird dann für das Wiegen durch übermäßiges Trinken erreicht und anschließend durch die Einnahme von entwässernden Mitteln wieder ausgeschieden.

### Die höchste Gewichtsklasse am Beispiel der Sportart Boxen
Beim Boxen gibt es – wie in allen Kampfsportarten – eine maximale Gewichtsklasse, in der alle Sportler starten, deren Gewicht über einem gewissen Wert liegt. Sobald Athleten diese Gewichtsklasse erreicht haben gilt es, sich durch ein möglichst großes Gewicht Vorteile zu schaffen. Dabei muss der Vorteil zwischen zu hohem Gewicht, das zu Behäbigkeit führt und dem zu geringen, das dem schwereren Gegner Vorteile bringt, gefunden werden.

## Andere Sportarten

### Skispringen
Beim Skispringen ist ein geringes Körpergewicht vorteilhaft. 2003 hatte der Deutsche Skiverband (DSV) mit dem Vorwurf zu kämpfen, er würde seine Springer durch Kampfwiegen zu sehr unter Druck setzen. So wurde es von den Springern Frank Löffler und Michael Möllinger im Jahr 2003 dargestellt, die nach Kritik an den Gewichtsvorgaben aus dem Kader entfernt wurden.
Sven Hannawald sagte, nachdem Urlaubsfotos von ihm veröffentlicht wurden, die einen extrem durchtrainierten Sportler ohne ein Gramm Fett zeigten, er sei geschockt, dass sein Körper nur noch aus Haut und Knochen und kaum noch Muskeln bestehe.
Der Schweizer Springer Stephan Zünd machte seine Magersucht bekannt, nachdem er seine Karriere beendet hatte. Er hatte sich bei einer Größe von 1,72 m auf 60 kg heruntergehungert und zuletzt nur noch von Mineralwasser ernährt, als er seine Karriere zu Gunsten einer Therapie beendet hatte. Weitere Fälle waren Christian Moser und Henriette Smeby.
Auch deshalb traten 2004 vom Internationalen Skiverband (FIS) initiierte neue Regelungen in Kraft, wonach Skispringer ein gesundheitlich vertretbares Gleichgewicht aus Körperlänge und -gewicht aufbringen müssen. Dieses wird über den BMI errechnet. 2016 ist ein Body-Mass-Index von mindestens 21 inklusive Anzug und Schuhe für das Ausnutzen der vollen Skilänge nötig. Später wurde die Ausrüstung aus der Berechnung ausgenommen. Die Wirksamkeit der BMI-Regel wird vielfach in Zweifel gezogen, da die Skiverkürzung durch ein niedriges Körpergewicht und die heutigen Skibindungen ausgeglichen werden kann.

### Einzelfälle in anderen Sportarten
Dass Magersucht immer wieder mit bestimmten Sportarten in Verbindung gebracht wird heißt nicht, dass sie in anderen Sportarten nicht existiert. Ob es sich hier um eine sportinduzierte Essstörung handelt oder eher um eine Essstörung aus anderen Gründen muss von Fall zu Fall untersucht werden.
Häufig ist hier eine Essstörung aber auch durch den großen Druck der Öffentlichkeit entstanden. Die Kleidung, vor allem der Athletinnen, ist meist knapp, eng anliegend und kurz, wie die Bikinis im Beachvolleyball oder auch Tenniskleider. Aufsehen erregte vor einigen Jahren der internationale Volleyballverband, der im Hinblick auf TV-Einschaltquoten solche Bekleidungen verbindlich vorschrieb.
Auch sind Sportler angewiesen auf Werbeverträge und diese finden sich nur, wenn das äußere Erscheinungsbild passt. Somit lässt sich häufig die Entstehung einer Essstörung von z. B. Tennisspielerinnen erklären.
Es finden sich demnach durchschnittlich mehr betroffene Leistungssportlerinnen als in der Normalbevölkerung, aber entsprechend gleichwertig wie in etwa bei Schauspielerinnen oder Sängerinnen.